# Francesco Luigi Giuseppe di Borbone-Busset
Francesco Luigi Giuseppe di Borbone-Busset, conte di Busset (Parigi, 4 febbraio 1782 – Parigi, 14 dicembre 1856), è stato un generale e politico francese.

## Biografia
Appartenente ad un ramo non dinastico dei Borbone, nacque dal conte Luigi Francesco di Borbone-Busset (1749-1829, tenente generale e cugino del re, e da Elisabetta Luisa Bourgeois de Boynes, figlia del segretario di stato della marina Pierre-Étienne Bourgeois de Boynes.
Studiò al collegio militare d'Effiat, servì per qualche tempo nella cavalleria bianca a Santo Domingo e fu poi ammesso come tenente nel reggimento di cavalleggeri belgi (1806). Diventato capitano nel 1807, prese parte alle campagne di Germania, Prussia e Polonia, per poi passare nel 1809 all'armata di Spagna, nella quale si distinse a Talavera e Albuera. Catturato durante quest'ultima battaglia, passò un anno sui pontoni. Dopo di che tornò in patria e prese parte alla Campagna di Francia (1814), diventando capitano di squadra.
All'abdicazione di Napoleone fu nominato vice-colonnello maggiore dei gendarmi del re (1814), maresciallo di campo (1815) e, dopo aver esercitato per due volte le funzioni di ispettore generale della cavalleria, ricevette il comando di una suddivisione militare. Il 23 dicembre 1823 fu nominato pari di Francia. Capo generale di stato maggiore della guardia reale all'armata di Spagna (1823), acquisì come risultato di questa campagna il grado di tenente generale (1825). Poco tempo dopo comandò una divisione al campo di Saint-Omer e poi a quello di Lunéville.
Nel mese di luglio del 1830 rassegnò il titolo di pari di Francia e sollecitò l'accettazione del suo ritiro dalla carica, che fu definitivamente approvato il 14 gennaio 1838.
Sposò il 4 giugno 1818 Carlotta di Gontaut-Biron, cognata del duca Ferdinando di Rohan-Chabot, membro della camera dei pari.

## Discendenza
- Carlo Ferdinando di Borbone-Busset, conte di Busset (1819-1897)
- Gaspare-Luigi-Giuseppe di Borbone-Busset, conte di Châlus (1819-1871), sposato con Celeste Bravard d'Eyssat (1825-1857)
  - Roberto di Borbone-Busset, conte di Busset (1848-1918), sposato con Giovanna Luisa Maria de Nédonchel (1853-1875) 
    - Francesco Luigi Giuseppe Maria di Borbone-Busset, conte di Busset (1875-1954)

  - Guido di Borbone-Busset, conte di Châlus (1849-1905)

## Ascendenza
|                                                   |                                       |                                    | Genitori                                              |  |  | Nonni |  |  | Bisnonni                             |  |  | Trisnonni                           |  |
|                                                   |                                       |                                    |                                                       |  |  |       |  |  | Louis II de Bourbon, conte di Busset |  |  | Louis I de Bourbon, conte di Busset |  |
|                                                   |                                       |                                    |                                                       |  |  |       |  |  | Louis II de Bourbon, conte di Busset |  |  | Louis I de Bourbon, conte di Busset |  |
|                                                   |                                       | Magdeleine de Bermondet            |                                                       |  |  |       |  |  | Louis II de Bourbon, conte di Busset |  |  |                                     |  |
| François de Bourbon, conte di Busset              |                                       |                                    |                                                       |  |  |       |  |  | Louis II de Bourbon, conte di Busset |  |  |                                     |  |
|                                                   |                                       | Marie Anne Gouffier de Thois       | Timoléon Gouffier, marchese di Thois                  |  |  |       |  |  |                                      |  |  |                                     |  |
|                                                   |                                       | Marie Anne Gouffier de Thois       | Timoléon Gouffier, marchese di Thois                  |  |  |       |  |  |                                      |  |  |                                     |  |
|                                                   |                                       | Marie Anne Gouffier de Thois       | Henriette Mauricette de Penancoët de Kérouazle        |  |  |       |  |  |                                      |  |  |                                     |  |
| Louis-François de Bourbon, conte di Busset        |                                       | Marie Anne Gouffier de Thois       |                                                       |  |  |       |  |  |                                      |  |  |                                     |  |
|                                                   |                                       | Gaspard, duca di Clermont-Tonnerre | Charles Henri de Clermont-Tonnerre, marchese di Crusy |  |  |       |  |  |                                      |  |  |                                     |  |
|                                                   |                                       | Gaspard, duca di Clermont-Tonnerre | Charles Henri de Clermont-Tonnerre, marchese di Crusy |  |  |       |  |  |                                      |  |  |                                     |  |
|                                                   |                                       | Gaspard, duca di Clermont-Tonnerre | Elisabeth de Massol                                   |  |  |       |  |  |                                      |  |  |                                     |  |
| Jeanne de Clermont-Tonnerre                       |                                       | Gaspard, duca di Clermont-Tonnerre |                                                       |  |  |       |  |  |                                      |  |  |                                     |  |
|                                                   |                                       | Antoinette Potier de Novion        | Louis Anne Jules Potier, marchese di Novion           |  |  |       |  |  |                                      |  |  |                                     |  |
|                                                   |                                       | Antoinette Potier de Novion        | Louis Anne Jules Potier, marchese di Novion           |  |  |       |  |  |                                      |  |  |                                     |  |
|                                                   |                                       | Antoinette Potier de Novion        | Antoinette le Comte de Montauglan                     |  |  |       |  |  |                                      |  |  |                                     |  |
| François-Louis-Joseph de Bourbon, conte di Busset |                                       | Antoinette Potier de Novion        |                                                       |  |  |       |  |  |                                      |  |  |                                     |  |
|                                                   | Étienne Bourgeois, marchese di Boynes | …                                  |                                                       |  |  |       |  |  |                                      |  |  |                                     |  |
|                                                   | Étienne Bourgeois, marchese di Boynes | …                                  |                                                       |  |  |       |  |  |                                      |  |  |                                     |  |
|                                                   | Étienne Bourgeois, marchese di Boynes | …                                  |                                                       |  |  |       |  |  |                                      |  |  |                                     |  |
| Pierre Bourgeois, marchese di Boynes              | Étienne Bourgeois, marchese di Boynes |                                    |                                                       |  |  |       |  |  |                                      |  |  |                                     |  |
|                                                   |                                       | Hélène Thérèse de Francine         | …                                                     |  |  |       |  |  |                                      |  |  |                                     |  |
|                                                   |                                       | Hélène Thérèse de Francine         | …                                                     |  |  |       |  |  |                                      |  |  |                                     |  |
|                                                   |                                       | Hélène Thérèse de Francine         | …                                                     |  |  |       |  |  |                                      |  |  |                                     |  |
| Elisabeth Louise Bourgeois de Boynes              |                                       | Hélène Thérèse de Francine         |                                                       |  |  |       |  |  |                                      |  |  |                                     |  |
|                                                   |                                       | Pierre Bruno Desgotz               | …                                                     |  |  |       |  |  |                                      |  |  |                                     |  |
|                                                   |                                       | Pierre Bruno Desgotz               | …                                                     |  |  |       |  |  |                                      |  |  |                                     |  |
|                                                   |                                       | Pierre Bruno Desgotz               | …                                                     |  |  |       |  |  |                                      |  |  |                                     |  |
| Charlotte Louise Desgots                          |                                       | Pierre Bruno Desgotz               |                                                       |  |  |       |  |  |                                      |  |  |                                     |  |
|                                                   |                                       | Marie Louise Cauvet                | …                                                     |  |  |       |  |  |                                      |  |  |                                     |  |
|                                                   |                                       | Marie Louise Cauvet                | …                                                     |  |  |       |  |  |                                      |  |  |                                     |  |
|                                                   |                                       | Marie Louise Cauvet                | …                                                     |  |  |       |  |  |                                      |  |  |                                     |  |
|                                                   |                                       | Marie Louise Cauvet                |                                                       |  |  |       |  |  |                                      |  |  |                                     |  |